# David Bodeček
David Bodeček (* 15. března 1980) je český politik, od roku 2022 zastupitel hlavního města Prahy, od roku 2018 zastupitel městské části Praha 1. Od roku 2022 je prvním místostarostou Prahy 1.
Byl členem České pirátské strany, odkud byl v roce 2023 vyloučen.